# Martin Tomczyk
Martin Georg Tomczyk (* 7. Dezember 1981 in Rosenheim) ist ein ehemaliger deutscher Automobilrennfahrer. Er trat von 2001 bis 2016 in der DTM, in der er 2011 mit dem Team Phoenix die Fahrerwertung gewann, an.

## Karriere

### Anfänge im Motorsport
Martin Tomczyk, Sohn des Motorsportfunktionärs Hermann Tomczyk, begann seine Karriere wie die meisten Motorsportler im Kartsport, in dem er von 1992 bis 1997 aktiv war. 1998 wechselte er in den Formelsport und wurde auf Anhieb hinter André Lotterer Vizemeister der deutschen Formel BMW Junior. 1999 wechselte Tomczyk in die deutsche Formel BMW und wurde im BMW Rookie Team Teamkollege von Lotterer. Während Lotterer die Meisterschaft gewann, schloss Tomczyk die Saison auf dem vierten Platz ab. Darüber hinaus trat Tomczyk in der portugiesischen Formel BMW an und entschied die Meisterschaft für sich. 2000 ging Tomczyk für das Opel Team KMS in der deutschen Formel-3-Meisterschaft an den Start. Er beendete die Saison als Zwölfter, während sein Teamkollege Giorgio Pantano Meister wurde.
Im Dezember 2021 gab er seinen Rücktritt als aktiver Rennfahrer bekannt.

### DTM
2001 wechselte Tomczyk in die DTM ins Juniorteam von Abt Sportsline. In einem Abt-Audi TT-R startend wurde er im Alter von 19 Jahren zum bis dahin jüngsten DTM-Piloten. Mit einem vierten Platz, den er bei seinem zweiten Rennen auf dem Nürburgring erzielte, als bestes Resultat beendete er seine erste DTM-Saison auf dem 13. Gesamtrang. 2002 verbesserte sich Tomczyk auf den elften Platz in der Meisterschaft. Seine beste Platzierung, einen fünften Platz, erzielte er erneut auf dem Nürburgring. 2003 erhielt Tomczyk einen sogenannten „Jahreswagen“ von Abt-Audi und wurde mit einem Punkt 16. in der Fahrerwertung.
Mit dem werksseitigen Einstieg von Audi erhielt Tomczyk 2004 mit dem Audi A4 DTM wieder ein aktuelles Fahrzeugmodell, das von Abt Sportsline eingesetzt wurde. Beim zweiten Rennen in Estoril erzielte er mit einem dritten Platz seine erste DTM-Podest-Platzierung. Zwar blieb ihm auch in diesem Jahr ein Sieg verwehrt, im weiteren Verlauf der Saison folgten allerdings drei zweite Plätze. Als drittbester Audi-Pilot schloss er die Saison auf dem fünften Platz in der Meisterschaft ab. Tomczyk war damit in dieser Saison der beste deutsche DTM-Fahrer. 2005 vermochte Tomczyk nicht an die Ergebnisse aus dem Vorjahr anzuknüpfen. Er beendete die Saison auf dem 13. Meisterschaftsrang und war der schlechteste Pilot, der einen aktuellen Audi A4 DTM pilotierte.

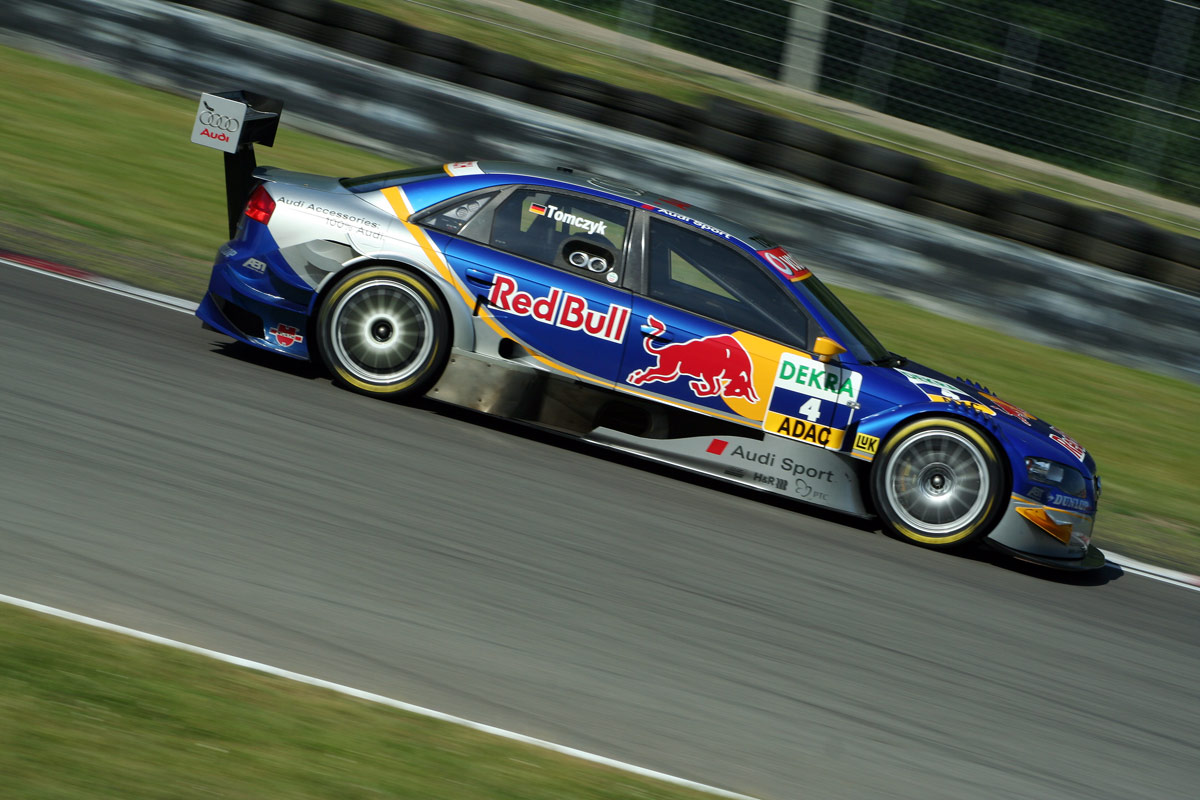
Tomczyk im Audi A4 DTM 2006

2006 gelang es Tomczyk, bei neun von zehn Rennen Punkte zu erzielen. Nach zwei dritten Plätzen folgte beim achten Saisonlauf auf dem Circuit de Catalunya sein erster Sieg in der DTM. Tomczyk, der sich markenintern nur Tom Kristensen geschlagen geben musste, belegte am Saisonende den vierten Platz in der Meisterschaft. 2007 entschied er die Rennen auf dem Nürburgring und in Zandvoort für sich. Zwar war Tomczyk in dieser Saison der Audi-Pilot mit den meisten Siegen, den DTM-Titel gewann allerdings sein Teamkollege Mattias Ekström. Tomczyk beendete die Saison auf dem dritten Platz.

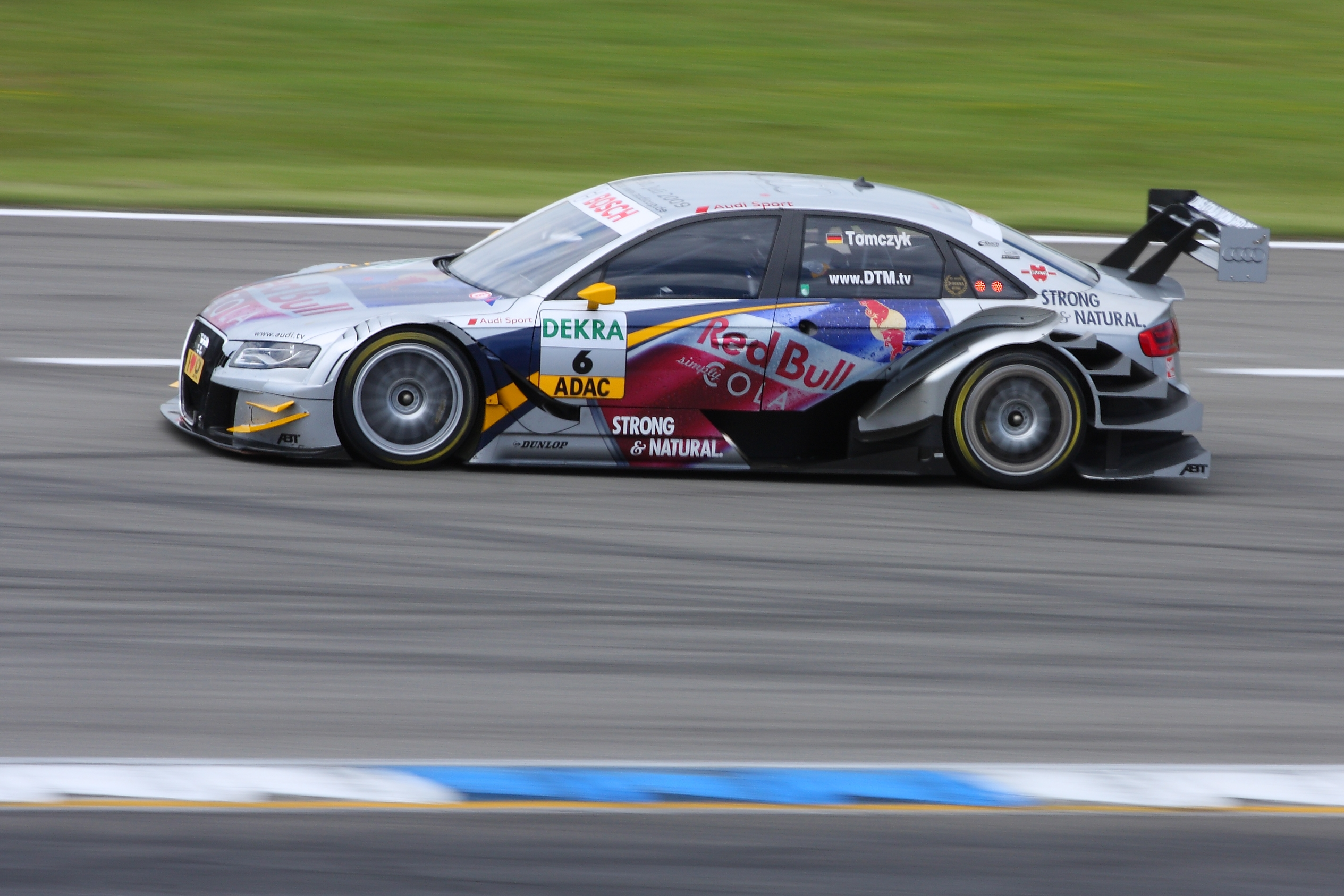
Tomczyk beim Saisonauftakt der DTM-Saison 2009

2008 gelang es Tomczyk nicht, an die Leistungen der vorherigen zwei Saisons anzuknüpfen. Sein bestes Resultat war ein zweiter Platz in Oschersleben und er beendete die Saison auf dem siebten Gesamtrang. Die Saison 2009 begann für Tomczyk mit drei punktelosen Rennen. Im weiteren Saisonverlauf fuhr er allerdings insgesamt vier Mal aufs Podium. Dabei erzielte er seinen vierten DTM-Sieg auf dem Nürburgring. In der Meisterschaft wurde er als drittbester Audi-Pilot Sechster. 2010 bestritt Tomczyk seine zehnte DTM-Saison für Abt Sportsline. Tomczyk kam bei acht von elf Rennen in die Punkteränge, eine Podest-Platzierung gelang ihm allerdings nicht. Beim Rennen in Oschersleben nahm Tomczyk zum 100. Mal an einem DTM-Rennen teil. Ein Rennen später folgte sein 100. Start beim DTM-Rennen in Hockenheim. In der Meisterschaft schloss er die Saison auf dem achten Rang ab.

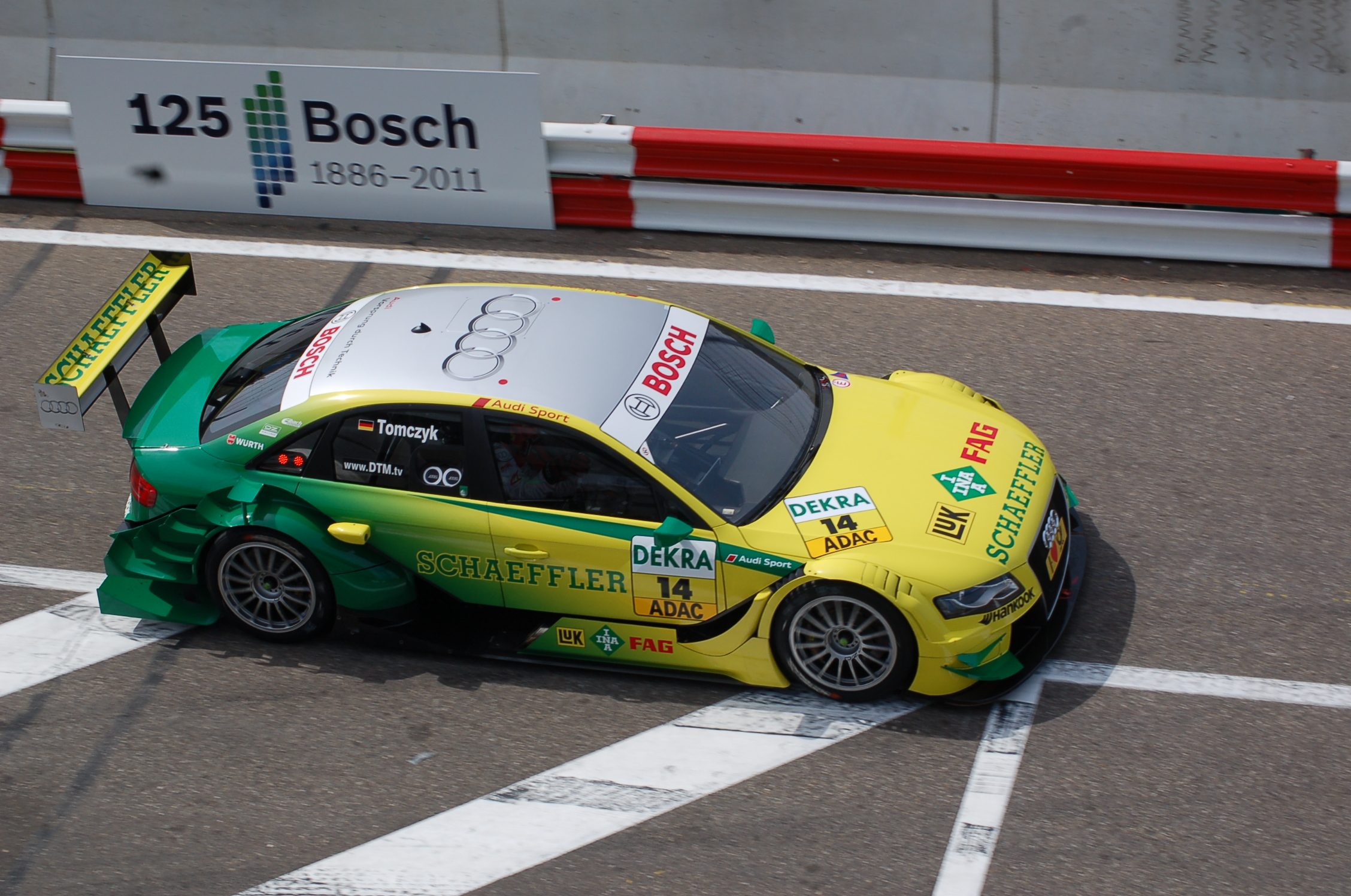
Tomczyk im Phoenix-Audi 2011 in Zandvoort

Nach zehn Jahren bei Abt Sportsline verließ Tomczyk zur Saison 2011 den Rennstall und wurde durch Mike Rockenfeller ersetzt. Tomczyk wechselte innerhalb der Audi-Teams zu Phoenix, die im Gegensatz zu Abt Sportsline das ein Jahr ältere Modell des Audi A4 DTM verwenden. Bereits im zweiten Saisonrennen in Zandvoort erzielte Tomczyk als Dritter seine erste Podest-Platzierung im neuen Team. Dabei hatte er in der Schlussphase des Rennens Chancen auf den zweiten Platz. Ein Rennen später in Spielberg erzielte Tomczyk zunächst die Pole-Position und anschließend den Sieg. Es war der erste Sieg für das Team Phoenix seit 2000 und der erste Sieg eines Audi-„Jahreswagens“. Ein Rennen später, auf dem EuroSpeedway Lausitz, gelang ihm sein zweiter Saisonsieg. Es war der erste Audi-Sieg auf dieser Strecke seit sechs Jahren. Mit dem Sieg übernahm Tomczyk als erster „Jahreswagenpilot“ überhaupt die Führung in der Meisterschaft. Ein Rennen später, auf dem Norisring, startete Tomczyk vom zehnten Startplatz, arbeitete sich aber bis auf den dritten Platz vor. Damit wurde er wieder bester Audi-Pilot. Zwei Rennen später gewann er in Brands Hatch ein weiteres Rennen und übernahm erneut die Führung in der Fahrerwertung. Mit einem zweiten Platz beim anschließenden Rennen in Oschersleben baute er seine Führung weiter aus. Ein dritter Platz in Valencia reichte schließlich zum vorzeitigen Titelgewinn. Tomczyk wurde damit zum ersten Rennfahrer, der in einem „Jahreswagen“ DTM-Champion wurde. Am Saisonende lag er mit 72 zu 52 Punkten vor seinem Markenkollegen Ekström. Tomczyk beendete jedes DTM-Rennen der Saison 2011 auf einem der ersten fünf Plätze.
Nach seinem Titelgewinn wechselte Tomczyk zur Saison 2012 als Werksfahrer zu BMW. Er fuhr einen BMW M3 DTM von Reinhold Motorsport. Auf dem Norisring verlor er die Führung in der letzten Runde und verpasste seinen ersten Sieg für BMW. Am Saisonende wurde er mit zwei zweiten Plätzen als beste Ergebnisse Gesamtachter. 2013 blieb Tomczyk bei Reinhold Motorsport in der DTM. Am Saisonende belegte er den 19. Gesamtrang.
2014 wechselte Tomczyk innerhalb der BMW-DTM-Teams zu Schnitzer Motorsport. Er erreichte einen dritten Platz und verbesserte sich auf den sechsten Platz in der Fahrerwertung. Hinter dem Champion Marco Wittmann war er zweitbester BMW-Pilot. 2015 blieb Tomczyk bei Schnitzer in der DTM. Er wählte die Startnummer 77. Am Saisonende belegte er mit einem vierten Platz als bestem Ergebnis den 19. Gesamtrang. BMW-intern wurde er in diesem Jahr von allen Markenkollegen geschlagen. 2016 trat Tomczyk einmalig mit der Startnummer 100 für Schnitzer in der DTM an. Ein fünfter Platz war sein bestes Ergebnis und er wurde erneut von allen anderen BMW-Piloten geschlagen. Er beendete die Saison auf dem 21. Platz der Fahrerwertung. Zum Saisonende beendete Tomczyk nach 16 Jahren sein Engagement in der DTM.

## Persönliches

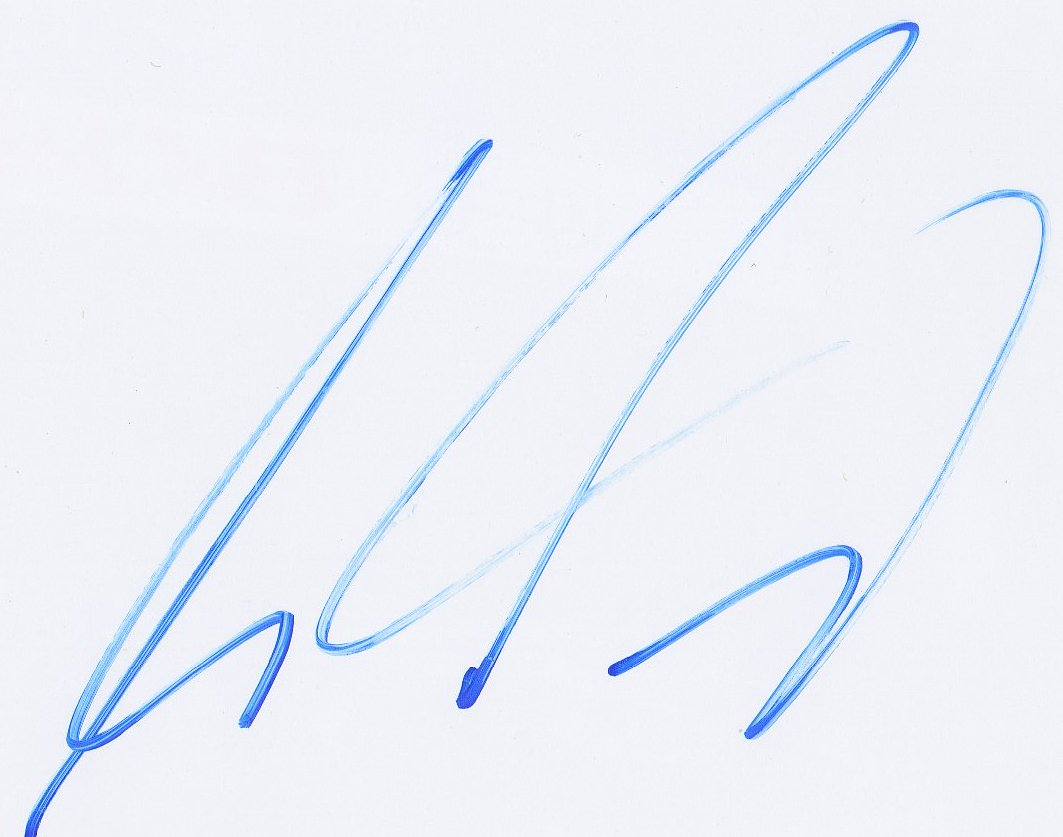
Unterschrift von Martin Tomczyk

Er ist der Sohn von Hermann Tomczyk, ein Motorsportfunktionär und ADAC-Sportpräsident. Manager von Martin Tomczyk ist seit 1996 sein Bruder Tobias. Seit 2008 ist Martin Tomczyk mit Christina Surer liiert und seit Januar 2013 mit ihr verheiratet. Die beiden haben eine Tochter und einen Sohn.
Martin Tomczyk ist gelernter Bürokaufmann und lebt in Stephanskirchen.

## Sonstiges
Am 29. November 2008 gewann Tomczyk bei der TV total Stockcar Crash Challenge das Rodeorennen. 2007 und 2011 wurde er ADAC Motorsportler des Jahres.
Tomczyk unterstützt die Stiftung Wings for Life, die sich der Erforschung und Heilung von Querschnittslähmung widmet.

## Statistik

### Karrierestationen
| - 1992–1997: Kartsport - 1998: Deutsche Formel BMW Junior (Platz 2) - 1999: Deutsche Formel BMW (Platz 4) - 1999: Portugiesische Formel BMW (Meister) - 2000: Deutsche Formel 3 (Platz 12) - 2001: DTM (Platz 13) - 2002: DTM (Platz 9) | - 2003: DTM (Platz 16) - 2004: DTM (Platz 5) - 2005: DTM (Platz 13) - 2006: DTM (Platz 4) - 2007: DTM (Platz 3) - 2008: DTM (Platz 7) - 2009: DTM (Platz 6) | - 2010: DTM (Platz 8) - 2011: DTM (Meister) - 2012: DTM (Platz 8) - 2013: DTM (Platz 19) - 2014: DTM (Platz 6) - 2015: DTM (Platz 19) - 2016: DTM (Platz 21) |

### Le-Mans-Ergebnisse
| Jahr | Team          | Fahrzeug   | Teamkollege    | Teamkollege | Platzierung | Ausfallgrund |
| ---- | ------------- | ---------- | -------------- | ----------- | ----------- | ------------ |
| 2018 | BMW Team MTEK | BMW M8 GTE | Nicky Catsburg | Philipp Eng | Rang 34     |              |
| 2019 | BMW Team MTEK | BMW M8 GTE | Nicky Catsburg | Philipp Eng | Rang 47     |              |

### Sebring-Ergebnisse
| Jahr | Team         | Fahrzeug    | Teamkollege  | Teamkollege    | Platzierung | Ausfallgrund |
| ---- | ------------ | ----------- | ------------ | -------------- | ----------- | ------------ |
| 2017 | BMW Team RLL | BMW M6 GTLM | John Edwards | Nicky Catsburg | Ausfall     | Unfall       |

### Einzelergebnisse in der DTM
| Saison | Team               | Hersteller | 1   | 2   | 3   | 4   | 5   | 6    | 7   | 8   | 9   | 10  | 11  | 12  | 13  | 14  | 15  | 16  | 17  | 18  | Punkte | Rang |
| ------ | ------------------ | ---------- | --- | --- | --- | --- | --- | ---- | --- | --- | --- | --- | --- | --- | --- | --- | --- | --- | --- | --- | ------ | ---- |
| 2001   | Abt Sportsline     | Audi       | HO1 | NÜ1 | OSC | SAC | NOR | LAU  | NÜ2 | SPI | ZAN | HO2 |     |     |     |     |     |     |     |     | 23     | 13.  |
| 2001   | Abt Sportsline     | Audi       | DNF | 4   | 20  | 7   | 10  | 6    | DNF | 15  | DNF | 16  |     |     |     |     |     |     |     |     | 23     | 13.  |
| 2002   | Abt Sportsline     | Audi       | HO1 | ZOL | DON | SAC | NOR | LAU  | NÜR | SPI | ZAN | HO2 |     |     |     |     |     |     |     |     | 7      | 9.   |
| 2002   | Abt Sportsline     | Audi       | DNF | DNF | DNF | DNF | DNS | 9    | 5   | DNF | 18  | DNF |     |     |     |     |     |     |     |     | 7      | 9.   |
| 2003   | Abt Sportsline     | Audi       | HO1 | ADR | NÜ1 | LAU | NOR | DON  | NÜ2 | SPI | ZAN | HO2 |     |     |     |     |     |     |     |     | 1      | 16.  |
| 2003   | Abt Sportsline     | Audi       | 12  | DNF | 18  |     | 18  | DNF  | DNF | 8   | DNF | 13  |     |     |     |     |     |     |     |     | 1      | 16.  |
| 2004   | Abt Sportsline     | Audi       | HO1 | EST | ADR | LAU | NOR | SHA1 | NÜR | OSC | ZAN | BRN | HO2 |     |     |     |     |     |     |     | 39     | 5.   |
| 2004   | Abt Sportsline     | Audi       | 5   | 3   | 8   | 14  | 5   | DNF  | DNF | 2   | 2   | DNF | 2   |     |     |     |     |     |     |     | 39     | 5.   |
| 2005   | Abt Sportsline     | Audi       | HO1 | LA1 | SPA | BRN | OSC | NOR  | NÜR | ZAN | LA2 | IST | HO2 |     |     |     |     |     |     |     | 10     | 13.  |
| 2005   | Abt Sportsline     | Audi       | DNF | 12  | 6   | 14  | DNF | 5    | 11  | 6   | 10  | 16  | DNF |     |     |     |     |     |     |     | 10     | 13.  |
| 2006   | Abt Sportsline     | Audi       | HO1 | LAU | OSC | BRH | NOR | NÜR  | ZAN | BAR | LEM | HO2 |     |     |     |     |     |     |     |     | 42     | 4.   |
| 2006   | Abt Sportsline     | Audi       | 7   | 8   | 6   | 4   | 16  | 3    | 3   | 1   | 4   | 5   |     |     |     |     |     |     |     |     | 42     | 4.   |
| 2007   | Abt Sportsline     | Audi       | HO1 | OSC | LAU | BRH | NOR | MUG  | ZAN | NÜR | BAR | HO2 |     |     |     |     |     |     |     |     | 40     | 3.   |
| 2007   | Abt Sportsline     | Audi       | 2   | 5   | 9   | 2   | DNF | DNF  | 1   | 1   | DNF | 9   |     |     |     |     |     |     |     |     | 40     | 3.   |
| 2008   | Abt Sportsline     | Audi       | HO1 | OSC | MUG | LAU | NOR | ZAN  | NÜR | BRH | BAR | LEM | HO2 |     |     |     |     |     |     |     | 32     | 7.   |
| 2008   | Abt Sportsline     | Audi       | 5   | 2   | 17  | 4   | DNF | 4    | DNF | 5   | 4   | DNF | 8   |     |     |     |     |     |     |     | 32     | 7.   |
| 2009   | Abt Sportsline     | Audi       | HO1 | LAU | NOR | ZAN | OSC | NÜR  | BRH | BAR | DIJ | HO2 |     |     |     |     |     |     |     |     | 35     | 6.   |
| 2009   | Abt Sportsline     | Audi       | DNF | DNF | 11  | 4   | 3   | 1    | 3   | 3   | 7   | DNF |     |     |     |     |     |     |     |     | 35     | 6.   |
| 2010   | Abt Sportsline     | Audi       | HO1 | VAL | LAU | NOR | NÜR | ZAN  | BRH | OSC | HO2 | ADR | SHA |     |     |     |     |     |     |     | 20     | 8.   |
| 2010   | Abt Sportsline     | Audi       | DNF | DSQ | 6   | 8   | 13  | 8    | 7   | 8   | 5   | 6   | 4   |     |     |     |     |     |     |     | 20     | 8.   |
| 2011   | Team Phoenix       | Audi       | HO1 | ZAN | SPI | LAU | NOR | NÜR  | BRH | OSC | VAL | HO2 |     |     |     |     |     |     |     |     | 72     | 1.   |
| 2011   | Team Phoenix       | Audi       | 5   | 3   | 1   | 1   | 3   | 5    | 1   | 2   | 3   | 2   |     |     |     |     |     |     |     |     | 72     | 1.   |
| 2012   | BMW Team RMG       | BMW        | HO1 | LAU | BRH | SPI | NOR | NÜR  | ZAN | OSC | VAL | HO2 |     |     |     |     |     |     |     |     | 69     | 8.   |
| 2012   | BMW Team RMG       | BMW        | DNF | 7   | 4   | 2   | 2   | 3    | DNF | DNF | DNF | 14  |     |     |     |     |     |     |     |     | 69     | 8.   |
| 2013   | BMW Team RMG       | BMW        | HO1 | BRH | SPI | LAU | NOR | MOS  | NÜR | OSC | ZAN | HO2 |     |     |     |     |     |     |     |     | 10     | 19.  |
| 2013   | BMW Team RMG       | BMW        | 13  | 14  | DNF | 19  | DNF | 17   | 5   | 20* | 11  | 19  |     |     |     |     |     |     |     |     | 10     | 19.  |
| 2014   | BMW-Team-Schnitzer | BMW        | HO1 | OSC | HUN | NOR | MOS | SPI  | NÜR | LAU | ZAN | HO2 |     |     |     |     |     |     |     |     | 49     | 6.   |
| 2014   | BMW-Team-Schnitzer | BMW        | 7   | 9   | 13  | DNF | 13  | 4    | 8   | 8   | 3   | 7   |     |     |     |     |     |     |     |     | 49     | 6.   |
| 2015   | BMW-Team-Schnitzer | BMW        | HO1 | HO1 | LAU | LAU | NOR | NOR  | ZAN | ZAN | SPI | SPI | MOS | MOS | OSC | OSC | NÜR | NÜR | HO2 | HO2 | 27     | 19.  |
| 2015   | BMW-Team-Schnitzer | BMW        | DNF | 4   | 12  | 11  | 6   | 11   | DNF | DNF | DNF | 12  | 17  | DNF | 8   | 20  | WD  | 9   | 16  | 10  | 27     | 19.  |
| 2016   | BMW-Team-Schnitzer | BMW        | HO1 | HO1 | SPI | SPI | LAU | LAU  | NOR | NOR | ZAN | ZAN | MOS | MOS | NÜR | NÜR | HUN | HUN | HO2 | HO2 | 16     | 21.  |
| 2016   | BMW-Team-Schnitzer | BMW        | 12  | 9   | 5   | 19  | DNF | 18   | 12  | 10  | 19  | 11  | 21  | 23  | 16  | 12  | 22  | 9   | 20  | 10  | 16     | 21.  |

| Legende  | Legende            | Legende                                                          |
| Farbe    | Abkürzung          | Bedeutung                                                        |
| -------- | ------------------ | ---------------------------------------------------------------- |
| Gold     | –                  | Sieg                                                             |
| Silber   | –                  | 2. Platz                                                         |
| Bronze   | –                  | 3. Platz                                                         |
| Grün     | –                  | Platzierung in den Punkten                                       |
| Blau     | –                  | Klassifiziert außerhalb der Punkteränge                          |
| Violett  | DNF                | Rennen nicht beendet (did not finish)                            |
| Violett  | NC                 | nicht klassifiziert (not classified)                             |
| Rot      | DNQ                | nicht qualifiziert (did not qualify)                             |
| Rot      | DNPQ               | in Vorqualifikation gescheitert (did not pre-qualify)            |
| Schwarz  | DSQ                | disqualifiziert (disqualified)                                   |
| Weiß     | DNS                | nicht am Start (did not start)                                   |
| Weiß     | WD                 | zurückgezogen (withdrawn)                                        |
| Hellblau | PO                 | nur am Training teilgenommen (practiced only)                    |
| Hellblau | TD                 | Freitags-Testfahrer (test driver)                                |
| ohne     | DNP                | nicht am Training teilgenommen (did not practice)                |
| ohne     | INJ                | verletzt oder krank (injured)                                    |
| ohne     | EX                 | ausgeschlossen (excluded)                                        |
| ohne     | DNA                | nicht erschienen (did not arrive)                                |
| ohne     | C                  | Rennen abgesagt (cancelled)                                      |
| ohne     | keine WM-Teilnahme |                                                                  |
| sonstige | P/fett             | Pole-Position                                                    |
| sonstige | 1/2/3/4/5/6/7/8    | Punktplatzierung im Sprint-/Qualifikationsrennen                 |
| sonstige | SR/kursiv          | Schnellste Rennrunde                                             |
| sonstige | *                  | nicht im Ziel, aufgrund der zurückgelegten Distanz aber gewertet |
| sonstige | ()                 | Streichresultate                                                 |
| sonstige | unterstrichen      | Führender in der Gesamtwertung                                   |

1 Das Rennen in Shanghai zählte nicht zur Meisterschaft.